# Aus dem Logbuch der Peter Petersen
Aus dem Logbuch der Peter Petersen ist eine westdeutsche Fernsehserie von 1977, die die Tätigkeit des fiktiven Seenotrettungskreuzers Peter Petersen der Deutschen Gesellschaft zur Rettung Schiffbrüchiger (DGzRS) thematisiert. Die Erstausstrahlung erfolgte am 3. November 1977 im ZDF.

## Handlung
Der Seenotrettungskreuzer Peter Petersen ist in Wyk auf Föhr stationiert. Die Besatzung besteht aus dem Vormann Lutz Hansen, Peter Petersen, Fietje Karsten und Thoms. Zusammen retten sie Schiffbrüchige aus Seenot oder leisten Hilfe bei kleineren Unglücksfällen.

## Episoden
1. Kurs Breeksandbank
2. Zwei zuviel an Bord
3. Feuer auf Weser III
4. Einsatz mit Risiko
5. Nordwestlich vom Feuerschiff
6. Einer mustert ab
7. Täuschungsmanöver
8. Am Kulsand gekentert
9. Unter Lebenseinsatz
10. Nebel über dem Watt
11. Flucht in die Nordsee
12. Rettung bei Tonne 18
13. Sinkender Fischkutter

## Produktionsgeschichte

Ruhr-Stahl der DGzRS

Die Dreharbeiten fanden, soweit bekannt, auf Föhr und Amrum statt; als Requisite diente die 1958 vom Stapel gelaufene und auf Amrum stationierte Ruhr-Stahl. Die Serie wurde von der DGzRS logistisch unterstützt; Einzelheiten sind nicht bekannt.   
Drehbuchautor Herbert Lichtenfeld hatte nach eigenen Angaben die Serie nicht mit dokumentarischem Anspruch konzipiert, sondern zur Unterhaltung, die jedoch vor Gefahren auf See warnen sollte und zur Unterstützung der Seenotretter gedacht war.  

## Überlieferung
Soweit bekannt, wurde die Serie nie wieder ausgestrahlt. Bis heute (Stand 2021) wurde sie nicht auf DVD ediert. 